# Broyes (Oise)
Broyes – miejscowość i gmina we Francji, w regionie Hauts-de-France, w departamencie Oise.
Według danych na rok 1990 gminę zamieszkiwały 124 osoby, a gęstość zaludnienia wynosiła 26 osób/km² (wśród 2293 gmin Pikardii Broyes plasuje się na 873. miejscu pod względem liczby ludności, natomiast pod względem powierzchni na miejscu 897.).